# Venčni list
Venčni listi ali petali so v venec razporejeni vrhnji cvetni listi, ki obkrožajo rastlinske razmnoževalne organe - po vencu, ki ga tvorijo, so tudi dobili ime. Navadno so živih barv in posebnih oblik, da laže privabijo opraševalce, ljudje pa barvitost in raznolikost oblik izkoriščamo v cvetličarstvu. Pod venčnimi listi so navadno manjši in zeleni čašni listi s podporno in zaščitno funkcijo, ki skupaj z venčnimi listi tvorijo dvojno cvetno odevalo. Kadar venčne in čašne liste težko ločimo po obliki, velikosti in barvi, jih imenujemo s  skupnim imenom perigonov list ali tepal.  Takšni listi so značilni za aloje in tulipane, medtem ko imajo npr. vrtnice in fižoli jasno vidne razlike.
Pri vetrocvetkah, npr. travah, so venčni listi močno zmanjšani ali povsem zakrneli. Nasprotno so venčni listi žužkocvetk pogosto dodatno obarvani s posebnim vzorcem, ki žuželke usmerja k medovnikom ali nektarialnim žlezam (ter prašnikom in pestiču). Ta vzorec se imenuje medokaz - zaradi razlik v zgradbi človeških in žuželčjih oči je medokaz za ljudi včasih neviden in ga lahko prepoznamo le posredno po spremenjeni strukturi venčnega lista.    
Nekatere rastline imajo majhne in precej neopazne venčne liste, njihovo vlogo pa so prevzeli krovni listi (npr. hortenzija). 

## Oblike
Cvetovi enokaličnic imajo najpogosteje po šest venčnih listov, dvokaličnic pa štiri ali pet. Glede na skladnost cveta s posameznimi deli ločimo 
- zvezdasti ali zvezdasto somerni cvet (aktinomorfni) - ki je iz več zrcalnih polovic, navidezna črta razdelitve je potegnjena v poljubni smeri skozi središče (npr. magnolija)
- (dvo)somerni cvet (zigomorfni) - ki je le iz dveh zrcalnih polovic, navidezna črta razdelitve je potegnjena navpično (npr. kukavičevke, stročnice)

Zvezdasti cvetovi zaradi svoje enostavnejše zgradbo iz enakih v ravnini razmeščenih listov veljajo za prvotne (primitivne).    